# Малакия Гуриели
Малакия Гуриели (груз. მალაქია გურიელი; ум. 1703) — владетельный князь (мтавар) Гурии с 1684 по 1685 год и повторно в 1689 году. Будучи младшим сыном Кайхосро I Гуриели стал преемником своего брата Георгия III Гуриели, после его смерти в 1684 году, но был свергнут и ослеплён своим племянником Кайхосро II Гуриели. Ненадолго восстановленный на троне благодаря османской интервенции в 1689 году, был свергнут гурийской знатью из-за своей неспособности править, после чего принял сан священника и стал епископом Шемокмедским.

## Биография
Малакия Гуриели был младшим сыном Кайхосро I, князя Гурии, правившего с 1626 по 1658 год, и его жены Хварамзе Гошадзе. После убийства Кайхосро I дворянином Мачутадзе в 1660 году Малакия и его старший брат Георгий бежали под защиту османского паши Ахалцихе, на помощь которого Георгий опирался при восшествии на княжеский престол Гурии после смерти Деметре Гуриели в 1668 году. В 1684 году Георгий был убит в битве при Рокити против имеретинского царя Александра IV, который одержал победу в этом сражении и возвёл Малакию на престол Гурии в качестве преемника погибшего Георгия. В следующем году сын Георгия Кайхосро II вернулся из ссылки в Ахалцихе с войсками, предоставленными ему Юсуф-пашой Ахалцихе. Малакия был свергнут и, в свою очередь, нашёл убежище в Ахалцихе. Паша попытался примирить двух Гуриели, но Кайхосро II нарушил своё обещание не причинять вреда Малакии, приказав схватить и ослепить своего дядю. Это оскорбило пашу, который приказал бею Шавшата убить Кайхосро II в 1689 году. Малакия был восстановлен на княжеском престоле Гурии, но его правление продлилось недолго. Гурийцы, считавшие Малакию неспособным править, подкупили ахалцихского пашу и заручились его поддержкой в деле низложения Малакии в пользу другого его племянника, Мамии III Гуриели. В итоге Малакия вынужден был принять монашеский постриг и был назначен Мамией III Гуриели епископом Шемокмедским, которым он был до 1703 года, когда его сменил архиепископ Иоанн.